# Paraminabea hongkongensis
Paraminabea hongkongensis is een zachte koraalsoort uit de familie Alcyoniidae. De koraalsoort komt uit het geslacht Paraminabea. Paraminabea hongkongensis werd in 2008 voor het eerst wetenschappelijk beschreven door Lam & Morton. 